# Jacek Głuski
Jacek Marian Głuski (ur. 12 kwietnia 1936 w Chrzanowie, zm. 10 lutego 2016) – polski dziennikarz, pisarz i reżyser filmów dokumentalnych.

## Życiorys
W 1958 ukończył studia na Wydziale Dziennikarstwa Uniwersytetu Warszawskiego. Pracował w dziale popularnonaukowym i kulturalnym „Expressu Wieczornego” (1966–1969) i miesięczniku „Kontynenty” (1969–1976). Współpracował m.in. z „Perspektywami”, „Przekrojem”, Widnokręgami”, „Tu i teraz” i „Przeglądem Tygodniowym”, gdzie zamieszczał reportaże z Kanady, Wielkiej Brytanii, Norwegii, Wietnamu, Laosu, krajów byłego ZSRR, Syrii, Egiptu.
W latach 1981–2006 pracował w Telewizji Polskiej jako publicysta, a następnie komentator. Realizował tam programy cykliczne, m.in. Świat z bliska, Raport, Sąsiedzi, Z Polski rodem, Taki jest Świat, Twarzą w twarz z Europą”.
Uprawnienia reżysera filmów dokumentalnych otrzymał w 1989. Zrealizował kilkadziesiąt reportaży i filmów dokumentalnych z państw Unii Europejskiej, a także z Rosji, Ukrainy, Turcji, Białorusi, Czech, Słowacji, Serbii, Chorwacji, Bośni i Hercegowiny i Kosowa.
W 2010 kandydował do sejmiku województwa mazowieckiego z listy Krajowej Wspólnoty Samorządowej, która nie uzyskała mandatów.
Zmarł 10 lutego 2016 roku.

## Filmy dokumentalne
- Pejzaż bez hałd i kominów (Anglia po likwidacji górnictwa),
- Niebieskoocy szejkowie (przemiany społeczne w Norwegii),
- Miałem marzenie (o serbskim lekarzu, który na przekór  nietolerancji zbudował prawosławną cerkiew w muzułmańskim Kosowie),
- Agnieszka z oblężonego Sarajewa (wojna widziana oczyma dziecka),
- Nieuczesane myśli w Elsynorze (o rodzinie S. J. Leca, żyjącej w Danii),
- Dole i niedole ułana krechowieckiego (o więźniu Gulagu, oficerze Armii Andersa, który na emigracji w Wielkiej Brytanii odbudował swój przedwojenny, ziemiański styl życia – film wyróżniony na V Festiwalu Polonijnym „Polskie Ojczyzny 2010” w kategorii filmu dokumentalnego[2]),
- Ludzie na torach (o strajku robotników Ursusa w 1976 r.)[3].

## Publikacje książkowe
- Kanadyjskie peregrynacje, KAW 1979, brak ISBN
- Związki zawodowe w Wielkiej Brytanii, Instytut Wydawniczy Centralnej Rady Związków Zawodowych., 1980, brak ISBN
- W kraju klanów i tartanów, KAW 1983, ISBN 83-03-00191-4
- Romeo z Hotelu Catinat, zbiór opowiadań, 2011, ISBN 83-922933-0-4